# منتخب بولندا لكرة الصالات
منتخب بولندا الوطني لكرة قدم الصالات (بالبولندية: Reprezentacja Polski w futsalu mężczyzn)‏ هو ممثل بولندا الرسمي في المنافسات الدولية في كرة الصالات .

## وصلات خارجية
- الموقع الرسمي